# Duripan

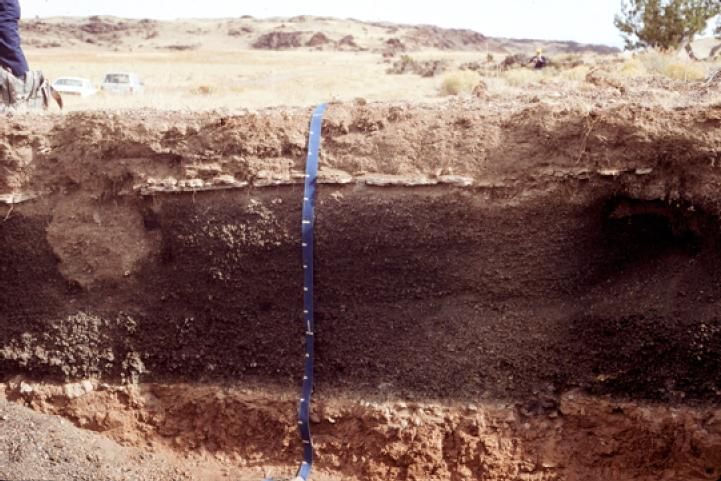
Un Duripan, all'interno di un Durustoll, Arizona.

Un duripan è un orizzonte pedologico sottosuperficiale cementato da silice illuviale che va a formare una sottosuperficie inclusa tra i suoli duri; viene chiamato hardpan nella tassonomia del suolo secondo USDA.

## Caratteristiche identificative
Un duripan è un orizzonte che presenta similitudini con il fragipan, con l'orizzonte petrocalcico e il petrogypsico; è fortemente cementato e di conseguenza la gestione del suolo risulta difficoltosa, tanto che non vengono normalmente utilizzati per i seminativi, ma lasciati piuttosto incolti o usati per pascolo libero.
Oltre alla silice, possono anche rinvenirsi altri tipi di cemento, come ad esempio carbonato di calcio. I duripan sono friabili, anche allo stato umido; questo però accade generalmente di rado, dato che una buona parte di essi si origina in situazioni che portano: 
1. ad una elevata quantità di silice solubile presente nel profilo (come ad esempio quella derivante da una rapida alterazione di materiali vulcanici);
2. ad una quantità normale di acqua nel profilo tale che la silice, solubilizzata, possa essere traslocata nelle parti basse del profilo (dove, al prosciugarsi del profilo, potrà depositarsi riempiendo i macropori), ma non oltre; questa è la ragione per cui la maggior parte dei duripan si sviluppa in suoli con regime di umidità aridico o xerico.

Un duripan è spesso talmente duro da rendere molto difficoltosa la radicazione delle piante.
Secondo la "Keys to USDA Soil Taxonomy, Tenth Edition, 2006", le caratteristiche che un pan deve possedere per essere classificato come duripan sono:
1. è cementato o indurito per più del 50% del volume di un orizzonte pedologico; inoltre
2. mostra evidenze di accumulazione di opale o altre forme di silice come lamine, rivestimenti, grumi, interstizi parzialmente riempiti, ponti tra granuli di dimensione sabbiosa, rivestimenti su rocce o frammenti para-rocciosi; inoltre
3. meno del cinquanta per cento del volume di un frammento essiccato si scioglie in HCl 1N anche dopo prolungato adsorbimento, mentre più del cinquanta per cento si scioglie in KOH, NaOH concentrate o in cicli alternati acidità-alcalinità; inoltre
4. a causa della continuità laterale, le radici riescono a penetrare solo attraverso fessurazioni verticali e con una spaziatura orizzontale tra loro di almeno 10 cm.

Questo significa che:
1. più della metà dell'orizzonte è costituito da materiali cementati;
2. è evidente che l'orizzonte si è formato per traslocazione della silice nel sottosuolo:
3. attraverso test con acqua, acidi e basi è possibile distinguere un duripan da un orizzonte petrocalcico o un fragipan. Questi test tuttavia non sono normalmente condotti in situ, perché richiedono l'attrezzatura disponibile in un laboratorio di analisi.
4. lo scopo principale della classificazione di un duripan è di evidenziarne le implicazioni nella lavorabilità del terreno. Se un suolo non presenta limitazioni allo sviluppo della radicazione plantare, allora non rientra tra i duripan.

## Genesi
I duripan si formano prevalentemente in climi aridi o semiaridi, dove il suolo è abitualmente o stagionalmente arido. I suoli a duripan sono spesso geograficamente associati ad aree di attività vulcanica recente o remota, e mostrano segni evidenti di deposizione di ceneri o sostanze vetrose di origine vulcanica. Il vetro vulcanico va rapidamente incontro a fenomeni di degrado atmosferico che rendono così disponibile un'ampia riserva di silice solubile che finisce per cementare il suolo sottostante. Altre fonti di agente cementante a base silicea sono date dai minerali di ferro-magnesio e dai feldspati.
Il materiale parentale dei duripan non è in genere caratterizzato da elevati quantitativi di carbonato di calcio; qualora infatti il calcio sia presente in proporzioni significative, in parallelo al duripan tende a svilupparsi anche un orizzonte petrocalcico. La silice degradata dagli agenti atmosferici viene veicolata dall'acqua nel sottosuolo fino all'ambiente illuviale, dove precipita a formare microaggregati che gradualmente vanno a costituire un duripan pienamente sviluppato. Non viene considerato un vero e proprio duripan se le fratture e fessurazioni che permettono alle radici di penetrare nel terreno non distano almeno 10 cm. 
Un duripan può occasionalmente essere frantumato dalle onde sismiche generate dai terremoti o da periodi alternati di piovosità e siccità, che lo sottopongono a continue variazioni di volume che, seppur di percentuale ridotta, provocano nel tempo la rottura della matrice cementata. 